# Нкуо, Джордж
Джордж Нкуо (George Nkuo; 27 января 1953 года, Нджинииком, департамент Бойо, Камерун) — второй епископ Кумбо с 8 июля 2006 года.

## Биография
Родился в 1965 году в селении Нджинииком департамента Бойо, Камерун. С 1967 по 1974 года получал среднее образование в малой семинарии имени епископа Питера Рогана в Буэа. После получения школьного образования обучался в Высшей духовной семинарии Святого Фомы Аквинского в Баменде. 26 апреля 1981 года рукоположён в священники для служения в епархии Буэа. С 1981 по 1983 года — викарий прихода Святого Иосифа в Мамфе, с 1983 по 1985 года — директор школы прихода Святого Иоанна в Кумбо, с 1985 по 1989 года — секретарь епископа епархии Буэа Пия Су Авы.
С 1989 по 1991 года обучался в Колледже Святого Патрика в Дублине и Ирландском национальном университете. Получил степень лицензиата в области педагогических наук. После возвращения в Камерун с 1991 по 1994 года трудился директором Колледжа Святого Франциска в Фианго-Кумба. С 1994 года — епархиальный секретарь по католическому образованию.
8 июля 2006 года Римский папа Бенедикт XVI назначил его епископом Мамфе. 8 сентября 2006 года состоялось его рукоположение в епископы, которое совершил епископ Буэа Пий Су Ава в сослужении с архиепископом Баменды Корнелием Фонтемом Эсуа и архиепископом Яунде Симон-Виктором Тонье Бако.